# Kilian (Eistanz)
Der Kilian ist ein Eistanz, welcher von Karl Schreiter entwickelt wurde. Die erste Aufführung dieses Tanzes fand in Wien am Eislaufplatz Engelmann im Jahr 1909 statt. Er ist ein Mustertanz der ISU (International Skating Union), wird aber auch als Rundtanz getanzt. Während der Kilian als ISU-Tanz heute mit einem Choctaw (mit Kantenwechsel) getanzt, dürfte er ursprünglich nur mit einem Mohawk getanzt worden sein. In dieser etwas einfacheren Form wird der Kilian in der Regel beim Rundtanzen getanzt.
Getanzt wird der Kilian in geöffneter Kilian-Haltung (engl. open Kilian hold). 